# St. Josef (Bocket)

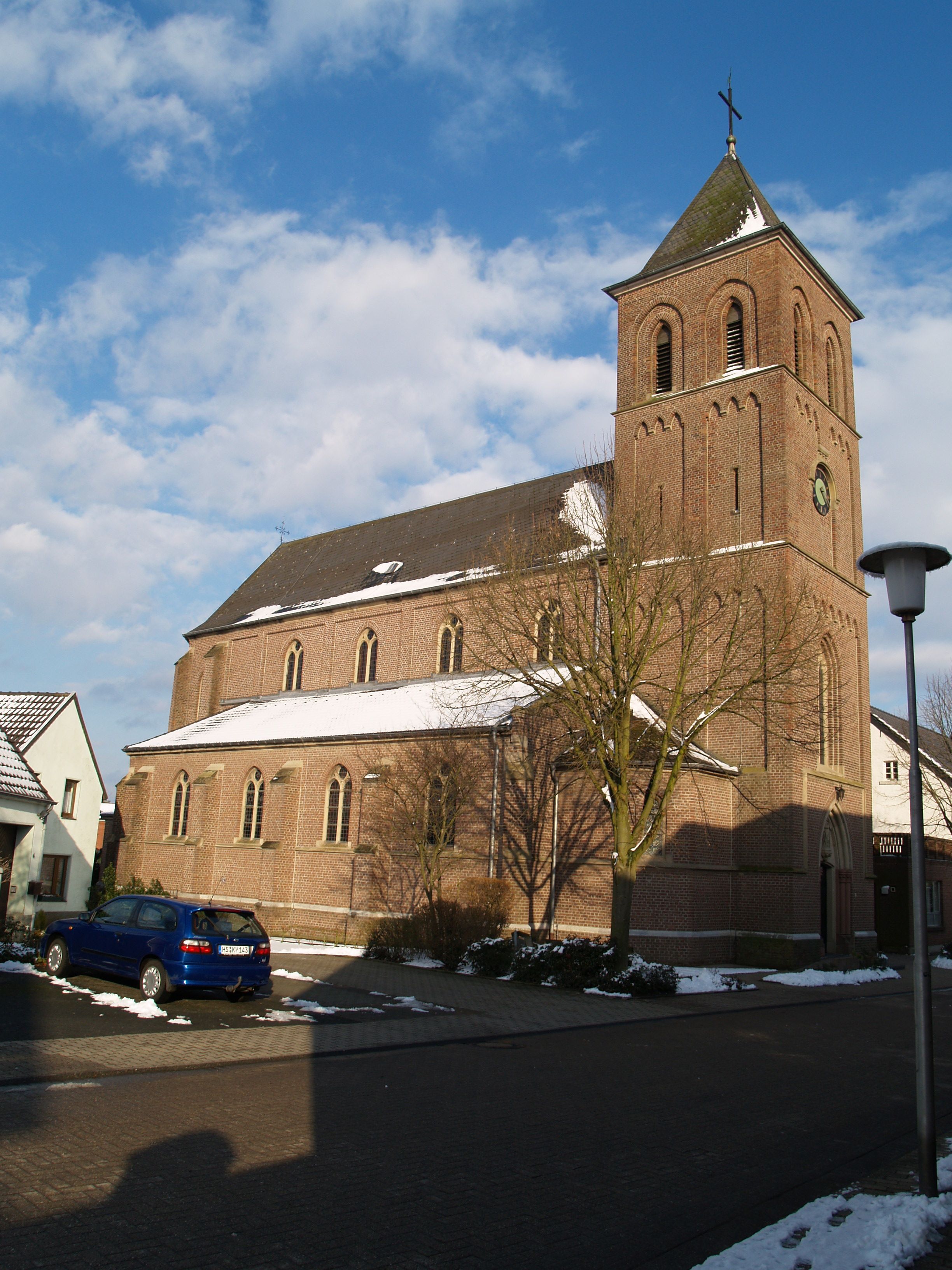
St. Josef in Bocket

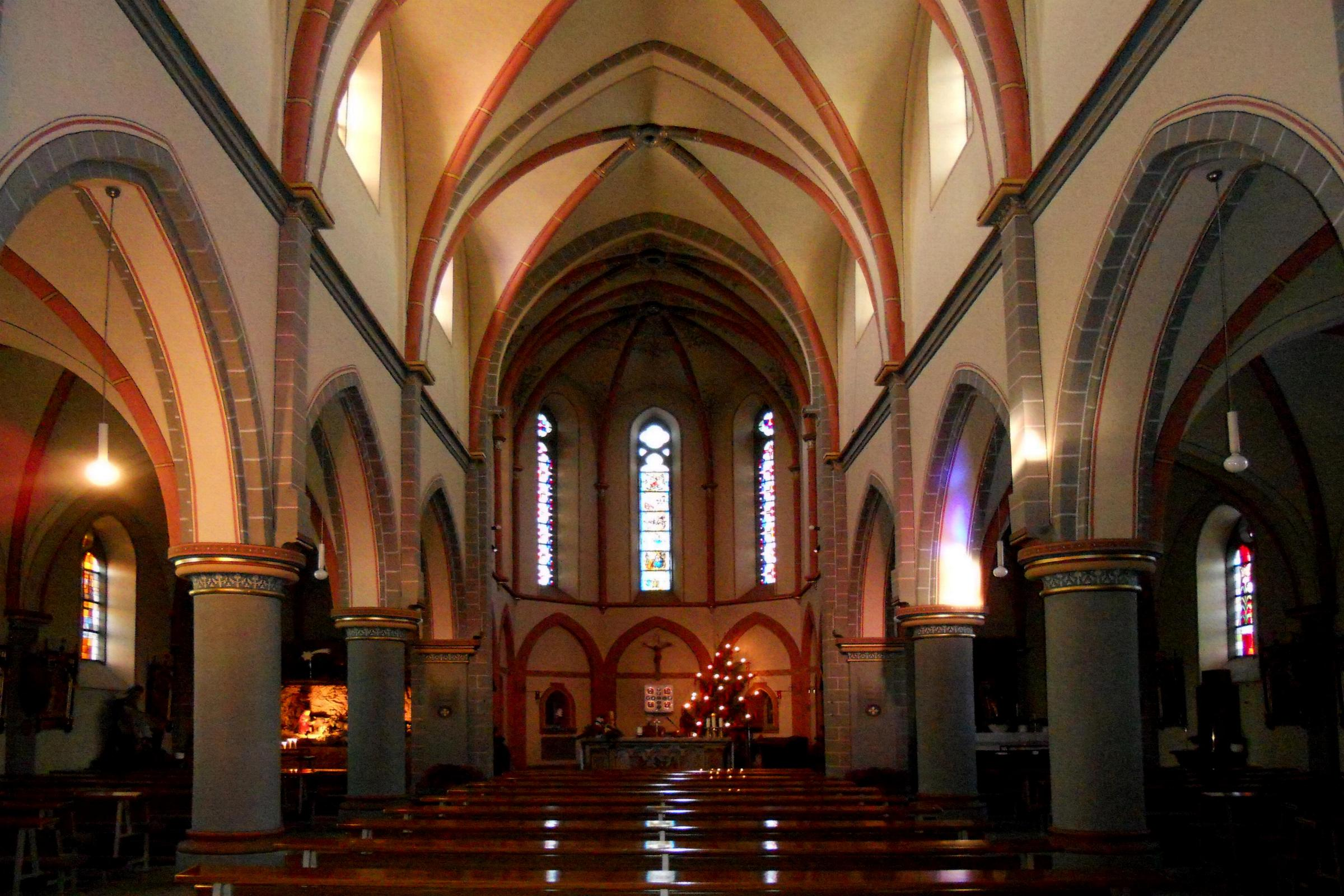
Innenraum

St. Josef ist eine römisch-katholische Pfarrkirche in Bocket, einem Ortsteil von Waldfeucht im Kreis Heinsberg in Nordrhein-Westfalen.
Die Kirche ist unter Nummer 14 in die Liste der Baudenkmäler in Waldfeucht eingetragen, steht unter dem Patronat des hl. Josef von Nazaret und wurde zwischen 1887 und 1889 nach Plänen von Lambert von Fisenne errichtet.

## Geschichte
Bocket gehörte ursprünglich zur damals weit ausgedehnten Pfarre Waldfeucht. Im Jahr 1721 wurde erstmals ein Gotteshaus in Bocket erwähnt, das aber vermutlich damals schon etwa 100 Jahre Bestand hatte. Diese Kapelle wurde in den Jahren 1725 und 1726 durch einen Neubau ersetzt. Dieses Bauwerk hatte jedoch nicht lange Bestand und wurde bereits 1792 abgerissen und wieder durch einen Neubau an gleicher Stelle ersetzt, der 1822 erweitert wurde. Zum 1. Januar 1851 erhob der damalige Kölner Erzbischof Johannes von Geissel Bocket zur selbstständigen Pfarrei, die Kapelle wurde zugleich zur Pfarrkirche.  
Bei einer Visitation im Jahr 1870 bemängelte Erzbischof Paulus Melchers den schlechten Zustand der Kirche und forderte die Pfarre zu einem Kirchenneubau auf. Der Kirchenvorstand beschloss schließlich den Neubau, jedoch an anderem Standort als der bisherigen Kirche. Man beauftragte den aus Geilenkirchen stammenden Architekten Lambert von Fisenne mit der Planung der heutigen Pfarrkirche. Die Grundsteinlegung war am 3. November 1887 und nach zweijähriger Bauzeit war das neue Gotteshaus fertiggestellt. Die feierliche Kirchweihe nahm schließlich am 25. Juli 1889 der Kölner Weihbischof Antonius Fischer vor. 1930 wurde die Sakristei erweitert.
Im Zweiten Weltkrieg wurde der achtseitige Turmhelm und die ihn umgebende Balustrade des Glockenturmes zerstört. Nach dem Krieg wurde die Balustrade nicht wiederhergestellt, anstatt des hohen Turmhelmes erhielt der Turm ein flaches Pyramidendach.

## Baubeschreibung

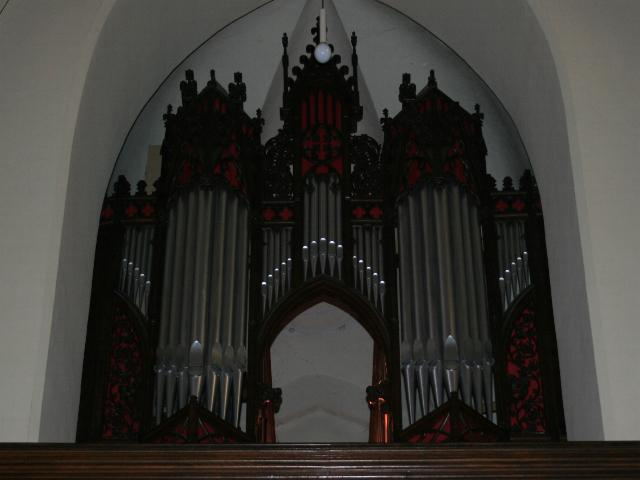
Müller-Orgel von 1892

St. Josef ist eine dreischiffige und vierjochige Basilika aus Backstein im Stil der Neugotik mit vorgebautem viergeschossigem Glockenturm und dreiseitigen Chorschlüssen. Der Innenraum wird von Kreuzrippengewölben überwölbt, die Fenster besitzen mit Ausnahme der Chorfenster zweibahniges Maßwerk.

## Ausstattung
Aus der alten Kirche wurde der barocke Taufstein des 18./19. Jahrhunderts übernommen. Die Orgel aus dem Jahr 1892 ist ein Werk der Orgelbauwerkstatt Gebrüder Müller aus Reifferscheid. Das Instrument hat 12 Register auf zwei Manuale und Pedal verteilt. Die auf Kupferplatten gemalten Kreuzwegstationen mit prächtigem Rahmen wurden um das Jahr 1900 geschaffen.

## Pfarrer
Folgende Priester wirkten bislang als Pastor an St. Josef
| von – bis | Name                   |
| --------- | ---------------------- |
| 1927–1970 | Wilhelm Kniepen        |
| 1970–1989 | Johannes Franßen       |
| 1990–1993 | Theodor Floracks       |
| 1994–1996 | Werner Rampold         |
| 1996–2000 | Vakant                 |
| Seit 2000 | Heinz-Wilhelm Vollberg |